# أندريا رادوفانوفيش
أندريا رادوفانوفيش لاعب كرة قدم صربي من مواليد صربيا يلعب حالياً في نادي الفجيرة الإماراتي كلاعب مقيم.
لعب في نادي العين ونادي اتحاد كلباء ونادي حتا ونادي مسافي ونادي الفجيرة.